# FMC Music
Pour les articles homonymes, voir FMC.
Fantasia Music City ou FMC Music est une maison de disques malaisienne. Cette société est l'une des filiales de Hui Hvang Enterprise Sdn Bhd. La société a été créée en 1991 en tant que société d'édition opérant comme une entité distincte pour un marché spécifique en Malaisie.
FMC est membre de la Recording Industry Association of Malaysia (RIM), une organisation à but non lucratif qui représente la distribution et l'édition de musique enregistrée en Malaisie.

## Argument[Quoi ?]
Le 10 juillet 2022, une chaîne musicale sur YouTube appelée Lofi Girl a vu deux de ses diffusions musicales en direct suspendues en raison de violations présumées des droits d'auteur signalées par FMC. Le compte Twitter du compte a publié un message concernant le rapport, affirmant que la revendication de droit d'auteur est fausse. Quelques heures plus tard, le compte Twitter officiel de YouTube a répondu au message et a reconnu son erreur. YouTube a supprimé la plainte pour violation du droit d'auteur et a renvoyé la vidéo de vingt mille heures impliquée 48 heures plus tard,,.
Cependant, FMC a déclaré au site d'information Malaysiakini que le signalement d'infraction contre la chaîne YouTube de Lofi Girl était le fait de pirates informatiques utilisant la chaîne YouTube de FMC. Le représentant de FMC a affirmé que cela n'a été réalisé que le 13 juillet parce que ses employés étaient alors en vacances.